# Santurtzi
Santurtzi is een havenstad en een gemeente in de Spaanse provincie Biskaje in de regio Baskenland. Ze behoort tot de agglomeratie van Bilbao en huisvest de zeehaven van Bilbao.

## Geografie
Santurtzi is gelegen bij de monding van de rivier de Nervión (Ría de Bilbao), aan de linkeroever, op 14 kilometer stroomafwaarts van de provinciehoofdstad Bilbao. De gemeente heeft een oppervlakte van 7 km² en telde in 2001 47.173 inwoners. Naast de plaats Santurtzi bevinden zich in de gemeente de kleinere kernen Balparda en El Villar. Hoewel de gemeente zelf weinig reliëf kent ten opzichte van de meeste andere gemeenten in de provincie, ligt vlak naast Santurtzi de Monte Serantes, een kegelvormige berg met een hoogte van 446 meter.
Aangrenzende gemeenten zijn Portugalete in het oosten, Ortuella in het zuiden en Abanto-Zierbena en Zierbena in het westen. Aan de overzijde van de Nervión ligt de gemeente Getxo.
Santurtzi ligt aan de autosnelweg A-8 (Bilbao – Santander).

## Geschiedenis
De eerste officiële vermelding van Santurtzi stamt uit het jaar 1075. De gemeente is gegroeid van een plaats waar landbouw en visserij de voornaamste middelen van bestaan waren naar een belangrijke industriestad door de winning van erts. Sinds 1902 is de haven van Bilbao gehuisvest in de gemeente, dit is een van de belangrijkste havens van Noord-Spanje.

## Demografische ontwikkeling
Bron: INE; 1857-2011: volkstellingen
Opm.: In 1910 werd Ortuella een zelfstandige gemeente

## Taal
In Santurtzi wordt niet meer zoveel Baskisch gesproken als oorspronkelijk, het huidige aantal inwoners dat vloeiend Baskisch spreekt is tegenwoordig minder dan 10% van de bevolking. In het Spaans wordt de plaats/gemeente ook officieus Santurce genoemd, de naam die tot 1981 de officiële was.

## Geboren in Santurtzi
- Iker Camaño (1979), wielrenner

Abadiño · Abanto Zierbena · Ajangiz · Alonsotegi · Amorebieta-Etxano · Amoroto · Arakaldo · Arantzazu · Areatza · Arrankudiaga · Arratzu · Arrieta · Arrigorriaga · Artea · Artzentales · Atxondo · Aulesti · Bakio · Balmaseda · Barakaldo · Barrika · Basauri · Bedia · Berango · Bermeo · Berriatua · Berriz · Bilbao · Busturia · Derio · Dima · Durango · Ea · Elantxobe · Elorrio · Erandio · Ereño · Ermua · Errigoiti · Etxebarri · Etxebarria · Forua · Fruiz · Galdakao · Galdames · Gamiz-Fika · Garai · Gatika · Gautegiz Arteaga · Gernika-Lumo · Getxo · Gizaburuaga · Gordexola · Gorliz · Gueñes · Ibarrangelu · Igorre · Ispaster · Iurreta · Izurtza · Kortezubi · Lanestosa · Larrabetzu · Laukiz · Leioa · Lekeitio · Lemoa · Lemoiz · Lezama · Loiu · Mallabia · Markina-Xemein · Maruri-Jatabe · Mañaria · Mendata · Mendexa · Meñaka · Morga · Mundaka · Mungia · Munitibar-Arbatzegi Gerrikaitz · Murueta · Muskiz · Muxika · Nabarniz · Ondarroa · Urduña · Orozko · Ortuella · Otxandio · Plentzia · Portugalete · Santurtzi · Sestao · Sondika · Sopelana · Sopuerta · Sukarrieta · Trapagaran · Trucios-Turtzioz · Ubide · Ugao-Miraballes · Urduliz · Karrantza · Zaldibar · Zalla · Zamudio · Zaratamo · Zeanuri · Zeberio · Zierbena · Ziortza-Bolibar